# 馬忠 (蜀漢)
馬 忠（ば ちゅう）は、中国後漢末期から三国時代の武将。字は徳信。益州巴西郡閬中県の出身。子は馬修・馬恢・馬融。孫（馬恢の子）は馬義。『三国志』蜀志に伝がある。

## 生涯
かつて母方の家で養われ、姓は狐（こ）、名は篤（とく）であった。後に馬忠と改めた。郡吏を務め、建安年間の末に孝廉で推挙され、漢昌県令となった。劉備が夷陵の戦いで敗れた際、巴西太守閻芝は諸県の兵五千人を徴発して馬忠に率いさせ、援軍として派遣した。劉備は永安で馬忠に会い、「黄権を失ったが狐篤を得た」と劉巴に語った。
建興元年（223年）、諸葛亮は丞相府を開幕した際、馬忠を門下督とした。
建興3年（225年）、諸葛亮は南中に至ると（諸葛亮南征）、馬忠を牂牁太守とした。朱褒の反乱を鎮圧した後、馬忠は威厳と慈愛をもって民の慰撫に勤めた。
建興8年（230年）、丞相参軍となり、蔣琬の副長吏となって留府の事務にあたった。このとき治中従事を兼任した。
建興9年（231年）、諸葛亮の祁山出征にあたり、馬忠は諸葛亮の下で軍事に携わった。祁山から戻ると張嶷らを率い、汶山郡で反乱した羌族を討った。
建興11年（233年）、南夷の豪帥であった劉冑が反乱した。庲降都督には、建興9年（231年）に李恢の後任として張翼が就任していたが（「李恢伝」）、張翼は厳格に法を執行しようとしたため、異民族の反発を買っていた（「張翼伝」）。そこで、朝廷は張翼を召還して馬忠に交代させた。張翼が軍備を前もって整えていたこともあり（「張翼伝」）、馬忠は劉冑を斬って反乱を平定した。その功で監軍・奮威将軍を加えられ、博陽亭侯に封ぜられた。かつて建寧郡では太守が殺されたり捕えられて呉に送られたりしていたので（「張裔伝」）、前任の張翼は牂牁郡の平夷県に駐在していた。しかし、馬忠はあえて庁舎を建寧郡の味県に移した。また、張嶷を率いて越巂郡の異民族によって奪われていた失地を回復した。この功により安南将軍となり、彭郷亭侯に封ぜられた。
延熙5年（242年）、朝廷に召還され、ついで漢中に駐屯していた蔣琬へ詔を伝えた。馬忠は鎮南大将軍を拝命した。同時期に「四鎮（大）将軍」の地位にある者として、鎮西大将軍の姜維と鎮北大将軍の王平がおり、東方を預かる前将軍の鄧芝とともに費禕の下でこの三人がこの時期の蜀漢の軍事を主導した。
延熙7年（244年）、費禕が魏軍の攻撃を防戦するにあたり、馬忠は成都に留まり平尚書事に就任して、成都の軍事および政治を尚書令の董允とともに担当した。費禕が帰還すると、馬忠はまた南方に派遣された。
延熙12年（249年）に死去し、子の馬修が跡を継いだ。孫の馬義は西晋に仕え、建寧太守となった。
また、『晋書』陶璜伝などによると、馬忠の子である馬融は霍弋に上表され交阯太守に任命された。
馬忠は人となり寛大で公正、度量があり、戯言に大笑するが怒りは顔に出さなかった。擾(おとな)しい人柄ながら決断力(毅)に富み(擾にして能く毅)、恩威を並び施したため、任地の異民族から畏敬された。馬忠が亡くなると彼らは涙を流して哀しみ、廟を立てて祭った。庲降都督は張表・閻宇が後任となったが、風格や功績の点ではいずれも馬忠には及ばなかったという。

## 物語の中の馬忠
小説『三国志演義』では、南蛮遠征で登場し活躍している。祝融との一騎討ちで飛刀を受け負傷し、張嶷と共に生け捕られる。だが、その後魏延が祝融を捕らえたため、人質交換により諸葛亮の陣へと戻された。また北伐の際に諸葛亮の指示に従い、弩の伏兵を用い張郃を射殺するという大功を挙げた。